# لیگ قهرمانان افغانستان ۱۴۰۳
لیگ قهرمانان افغانستان ۱۴۰۳ سومین فصل لیگ قهرمانان افغانستان، لیگ افغانستان برای باشگاه‌های فوتبال، از زمان تأسیس آن در سال ۱۴۰۰ بود. این فصل در ۱ اردیبهشت آغاز شد. دوازده تیم در مجموع شصت و شش مسابقه شرکت کردند. تمامی مسابقات در ورزشگاه ۵٫۰۰۰ نفری فدراسیون فوتبال افغانستان در کابل برگزار شد. و قهرمان این فصل جواز حضور در مرحله پلی‌آف چلنج لیگ آسیا را به دست آورد.
اتک انرژی، که از فصل ۱۴۰۱ و پس از برگزاری نشدن لیگ در سال ۱۴۰۲، مدافع عنوان قهرمانی بود، دومین عنوان قهرمانی پی‌درپی خود را پس از پایان فصل بدون شکست با پیروزی در ۱۱ بازی خود به دست آورد.

## تیم‌ها
۱۲ باشگاه زیر در فصل ۱۴۰۳ لیگ قهرمانان افغانستان رقابت کردند.
| باشگاه      | استان  |
| ----------- | ------ |
| خراسان      | فاریاب |
| خدیم        | سرپل   |
| استقلال     | کابل   |
| ابومسلم     | فراه   |
| میوند       | نیمروز |
| واحدی       | پکتیا  |
| سرخپوشان    | هرات   |
| عینومینه    | قندهار |
| موج ساحل    | بلخ    |
| سرسبز یاشلر | فاریاب |
| اتک انرژی   | هرات   |
| عدالت       | فراه   |

## جدول لیگ

### جدول رده‌بندی
| رتبه | تیم         | بازی | برد | مساوی | باخت | گل زده | گل خورده | گل تفاضل | امتیاز | صعود یا سقوط                        |
| ---- | ----------- | ---- | --- | ----- | ---- | ------ | -------- | -------- | ------ | ----------------------------------- |
| ۱    | اتک انرژی   | ۱۱   | ۱۱  | ۰     | ۰    | ۴۱     | ۰        | ۴۱+      | ۳۳     | صعود به پلی‌آف چلنج لیگ آسیا ۲۵–۲۰۲۴ |
| ۲    | سرخپوشان    | ۱۱   | ۹   | ۱     | ۱    | ۲۹     | ۴        | ۲۵+      | ۲۸     |                                     |
| ۳    | ابومسلم     | ۱۱   | ۸   | ۱     | ۲    | ۳۸     | ۱۳       | ۲۵+      | ۲۵     |                                     |
| ۴    | عینو مینه   | ۱۱   | ۶   | ۰     | ۵    | ۳۳     | ۱۶       | ۱۷+      | ۱۸     |                                     |
| ۵    | موج ساحل    | ۱۱   | ۵   | ۱     | ۵    | ۱۷     | ۱۸       | ۱−       | ۱۶     |                                     |
| ۶    | سرسبز یاشلر | ۱۱   | ۵   | ۰     | ۶    | ۱۷     | ۲۴       | ۷−       | ۱۵     |                                     |
| ۷    | استقلال     | ۱۱   | ۵   | ۰     | ۶    | ۱۷     | ۲۸       | ۱۱−      | ۱۵     |                                     |
| ۸    | خدیم        | ۱۱   | ۴   | ۲     | ۵    | ۱۸     | ۱۹       | ۱−       | ۱۴     |                                     |
| ۹    | خراسان      | ۱۱   | ۴   | ۰     | ۷    | ۱۲     | ۲۵       | ۱۳−      | ۱۲     |                                     |
| ۱۰   | عدالت       | ۱۱   | ۳   | ۲     | ۶    | ۱۷     | ۱۷       | ۰        | ۱۱     |                                     |
| ۱۱   | میوند       | ۱۱   | ۲   | ۰     | ۹    | ۱۶     | ۵۰       | ۳۴−      | ۶      | سقوط به لیگ های استانی              |
| ۱۲   | واحدی       | ۱۱   | ۰   | ۱     | ۱۰   | ۵      | ۴۶       | ۴۱−      | ۱      | سقوط به لیگ های استانی              |

## جوایز
آخرین بروزرسانی در ۱۱ خرداد ۱۴۰۳
| جایزه              | گیرنده       | تیم       |
| ------------------ | ------------ | --------- |
| بهترین گلزن        | احمدنبی مقدس | عینومینه  |
| بهترین بازیکن      | حمید امیری   | سرخپوشان  |
| بهترین دروازه‌بان   | فیصل حمیدی   | اتک انرژی |
| بهترین بازیکن جوان | عصمت هدفمند  | موج ساحل  |
| بهترین مربی        | علی یارزاده  | اتک انرژی |